# Emmanuel Galván
Néstor Emmanuel Galván (San Miguel de Tucumán, Tucumán, Argentina, 2 de marzo de 1992) es un exfutbolista argentino que jugaba como volante.

## Trayectoria

### Atlético Tucumán
Galván debutó con la camiseta de Atlético Tucumán en el 2012. Jugó en el decano hasta el año 2013.

### Unión Güemes
Para la temporada 2013/14 viajó a Salta, para jugar en Unión Güemes.

### Atlético Chicoana
En el 2015 pasó a Atlético Chicoana. En el equipo de Chicoana jugó durante un año.

### Amalia
En el año 2016 volvió a su provincia natal y se sumó a Amalia.

### Unión Obrera
En el 2024 jugó para Unión Obrera de Loreto.

## Clubes
| Club              | País      |
| ----------------- | --------- |
| Atlético Tucumán  | Argentina |
| Unión Güemes      | Argentina |
| Atlético Chicoana | Argentina |
| Amalia            | Argentina |
| Unión Obrera      | Argentina |